# Nikos Machlas
Nikos Machlas (tiếng Hy Lạp: Νίκος Μαχλάς, sinh ngày 16 tháng 6 năm 1973) là một cựu cầu thủ bóng đá chuyên nghiệp người Hy Lạp đã giải nghệ, từng chơi như một tiền đạo.

## Sự nghiệp câu lạc bộ

### OFI Crete
Machlas bắt đầu sự nghiệp với OFI Crete, nơi anh ra mắt vào tháng 2 năm 1991 trước Panionios. Anh ở lại câu lạc bộ trong sáu mùa. Anh có HLV người Hà Lan Eugène Gerards làm huấn luyện viên tại OFI Crete.

### Vitesse Arnhem
Machlas ký hợp đồng với phía Vitesse Arnhem của Hà Lan vào năm 1996 từ Hy Lạp. Anh đã ghi 8 bàn đáng thất vọng sau 29 trận trong mùa đầu tiên ở Eredivisie, nhưng ở mùa thứ hai, anh đã ghi 34 bàn chỉ sau 32 trận, một kỳ tích giúp anh giành Chiếc giày vàng châu Âu cho mùa 1997-98. Anh đã ghi 60 bàn sau 92 trận cho Vitesse.

### Ajax
Machlas gia nhập đội bóng lớn của Eredivisie Ajax Amsterdam vào tháng 6 năm 1999 với kỷ lục câu lạc bộ lúc đó là $ 8,6 triệu. Mặc dù đã ghi được 38 bàn thắng trong 74 trận đấu của Eredivisie trong ba mùa giải, nhưng thành tích ghi bàn của Machlas không được coi là đủ lớn cho những người hâm mộ và huấn luyện viên Ajax vốn đòi hỏi khắt khe. Đội đã trải qua một quá trình chuyển đổi vì kết quả kém có nghĩa là Machlas phải chịu đựng ba huấn luyện viên trong nhiều năm. Vị trí tiền đạo của anh trở nên bị đe dọa bởi sự ưa thích của HLV Ronald Koeman dành cho các tiền đạo trẻ hơn Zlatan Ibrahimović và Mido. 12 bàn thắng của anh ấy trong mùa giải 200102 vẫn rất quan trọng trong việc giành chức vô địch giải đấu đầu tiên cho Ajax sau bốn năm. Ajax cũng đã giành được KNVB Beker mùa đó, nghĩa là họ đã đạt được"cú đúp". Vào đầu mùa 2002 200203, Koeman đã nói rõ với Machlas rằng không còn tương lai cho anh ta nữa trong đội một của Ajax và do đó đã xuống hạng để tập luyện và chơi các trận đấu với đội trẻ. Cuối cùng, tiền đạo người Hy Lạp và Ajax Amsterdam đã chia tay. "Bằng sự đồng ý lẫn nhau, Ajax và Nikos Machlas đã chấm dứt hợp đồng. Việc chấm dứt có hiệu lực ngay lập tức," Ajax cho biết trong một tuyên bố, nói thêm rằng "giờ đây cầu thủ có thể gia nhập một câu lạc bộ khác bằng cách chuyển nhượng miễn phí". 